# محی‌آباد
مُحی‌آباد روستایی در بخش ماهان شهرستان کرمان استان کرمان ایران است.
این روستا در میان شهرهای کرمان و ماهان در جنوب شهر کرمان قرار گرفته‌است.
محی آباد از ادغام سه روستای محی آباد، کوثرخیز و حسین آباد تشکیل شده و از سال ۱۳۷۷ در این منطقه دهداری تاسیس شده است.
این روستا از دو سو به شرق بزرگ‌راه و از جنوب به جاده ارتباطی باغین–ماهان ارتباط دارد از نظر آب وهوایی گرم می‌باشد و در ارتفاع بالاتری نسبت به شهر کرمان قرار دارد.
ساختار اصلی منطقه به جاده ارتباطی شرقی –غربی که از جاده ارتباطی باغین – ماهان منشعب می‌شود و به بزرگراه هفت‌باغ می‌پیوندد وابسته‌است اکثریت آبادیهای منطقه محی آباد در حاشیه این شهر قرار گرفته‌اند.